# 留隍天后圣母宫
留隍天后圣母宫，位于中国广东省梅州市丰顺县留隍镇妈宫渡口，为丰顺县文物保护单位，类型为古建筑，公布时间为1997年4月。
留隍天后圣母宫的历史年代为清代。1997年4月，丰顺县人民政府认定其为丰顺县文物保护单位。

## 图片展

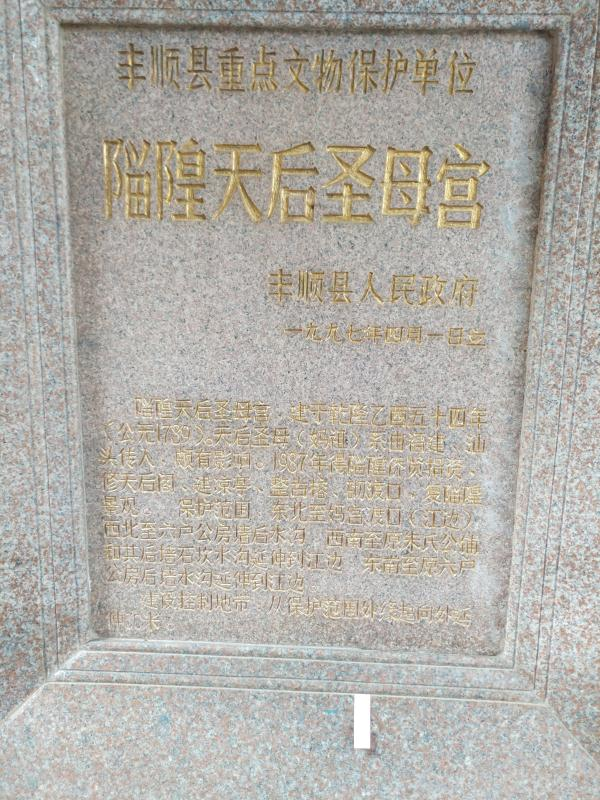
留隍天后圣母宫的说明
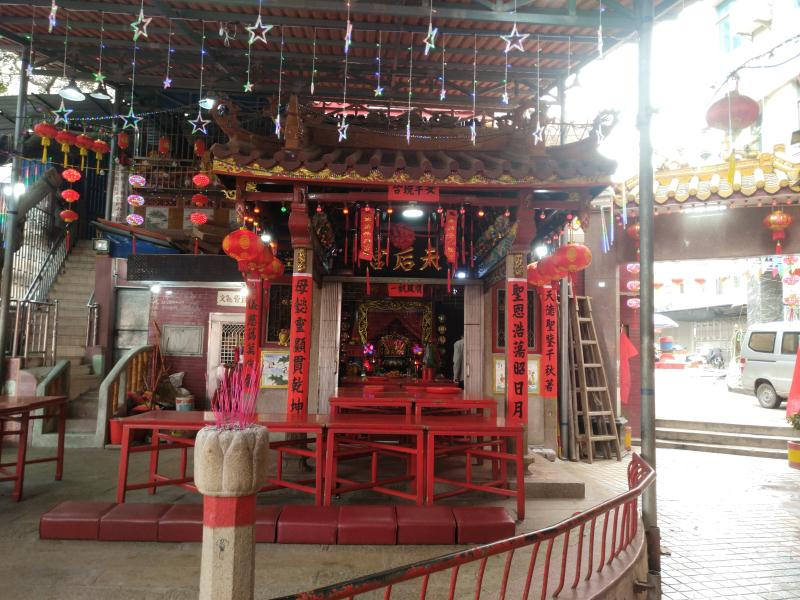
留隍天后圣母宫本体